# V模型

系統工程中使用的V模型

V模型（V-model）是一種用圖像表示系统发展生命周期的模式，可以產出嚴謹的发展生命周期模型以及專案管理模型。V模型可分為三大類：德國的Das V-Modell、泛用的測試模式以及美國政府標準。
V模型列出了在產品開發時需進行的各個階段，以及各階段對應的產出。V模型描述了產品開發中需進行的活動，以及各活動產出的資料或是文件。而這些文件也是後面階段需要的資料輸入。
V模型的左側是需求的分解，並且產生系統的規格，V模型的右側是各部份的整合以及確認（validation）。不過，需求需要先根據更高層次的需求文件或是客戶需要來確認，而且，也可能需要有系統模型的確認（例如FEM），也可能在V模型的左側就先進行了一部份。因此確認步驟主要是在V模型的右側，但不是全部。V模型的左側除了確認以外，也包括驗證（verification）。最簡單區分驗證及確認的方式是驗證永遠是根據需求文件（技術層面），而確認是根據真實世界的情形或是客戶的需要。
確認可以說是在問「做的是正確的東西嗎？」，而驗證可以說是在問「做的方式正確嗎？」